# Рабочая политика
Революционная марксистская организация — Рабочая политика (порт. Organização Revolucionária Marxista — Política Operária, ORM—Polop) — бразильская леворадикальная организация, объединявшая различные левые течения, находившиеся в оппозиции к Бразильской коммунистической партии. Активистами этой организации были исследователи радикального направления теории зависимого развития. После военного переворота в 1964 году, многие фракции организационно обособились и перешли к вооружённой борьбе с диктаторским режимом.

## История
Происходит от молодёжного крыла Социалистической партии Бразилии и формально создана в феврале 1961 года, в результате объединения со студенческими кружками «Рабочей молодёжи» (молодёжки Демократической рабочей партии) Минас-Жерайса, люксембургианской Социалистической лиги в Сан-Паулу и диссидентских троцкистских групп БКП в Сан-Паулу, Рио-де-Жанейро и Минас-Жерайсе.
В её создании приняли участие такие представители интеллигенции, как Теотониу дус Сантус и Руй Мауро Марини из «Рабочей молодёжи» и Пауль Зингер и Луис Альберту Монис Бандейра из СПБ.
После военного переворота, свергнувшего правительство Жуана Гуларта в 1964 году, Рабочая политика начинает подготовку партизанской войны против диктаторского режима в долине Риу-Доси. Однако эти планы были сорваны действиями контрразведки в Копакабане. Однако сам проект партизанской войны подхватили в 1967 году члены Националистического революционного движения, начавшего герилью в Капарао.
В том же году из Рабочей политики выделились фракции: в Минас-Жерайсе была сформирована организация Командо национального освобождения, а активисты в Сан-Паулу объединились с остатками Революционного националистического движения и создали Революционный авангард народа.
В 1969 году КоЛиНа и Революционный авангард народа объединились для организации Революционного вооружённого авангарда—Палмарес. В то же время часть активистов вместе с ленинистской тенденцией в БКП создали Рабочую коммунистическую партию.
В апреле 1970 года часть активистов вышла из РКП, чтобы восстановить Рабочую политику, однако эта группа осуждала вооружённую борьбу и ратовала за работу с рабочим движением и приняла название Боевая марксистско-ленинская организация — Рабочая политика (порт. Organização de Combate Marxista-Leninista — Política Operária).
В изгнании активисты БМЛО—Рабочая политика совместно с членами Народного действия и Революционного движения 8 октября издавали теоретический журнал «Социалистическая Бразилия» (порт. Brasil Socialista).
В 1976 году большевистская фракция Рабочей политики сформировала Движение пролетарской эмансипации.

## Книги
- Robert Jackson Alexander. International Trotskyism, 1929—1985: a documented analysis of the movement. Duke University Press, 1991